# Вилохвіст великий
Вилохвіст великий (Cerura vinula) — метелик родини зубницеві, поширений в Євразії, зокрема в Україні. Харчові рослини гусениць — верба, тополя та осика.

## Опис
Розмах крил — 5,5—7,5 см. Передні крила світло-сірі, білувато-сірі чи білі, з темним малюнком з ламаних ліній та вузьких зубчастих плям. Задні крила білуваті, жилки темніші. Черевце метелика має чорно-сіре забарвлення згори, сегменти по краях білі.
Від близького виду Cerura bicuspis відрізняється більшим розміром та відсутністю широкої темної перепаски та вершинної плями на передніх крилах.

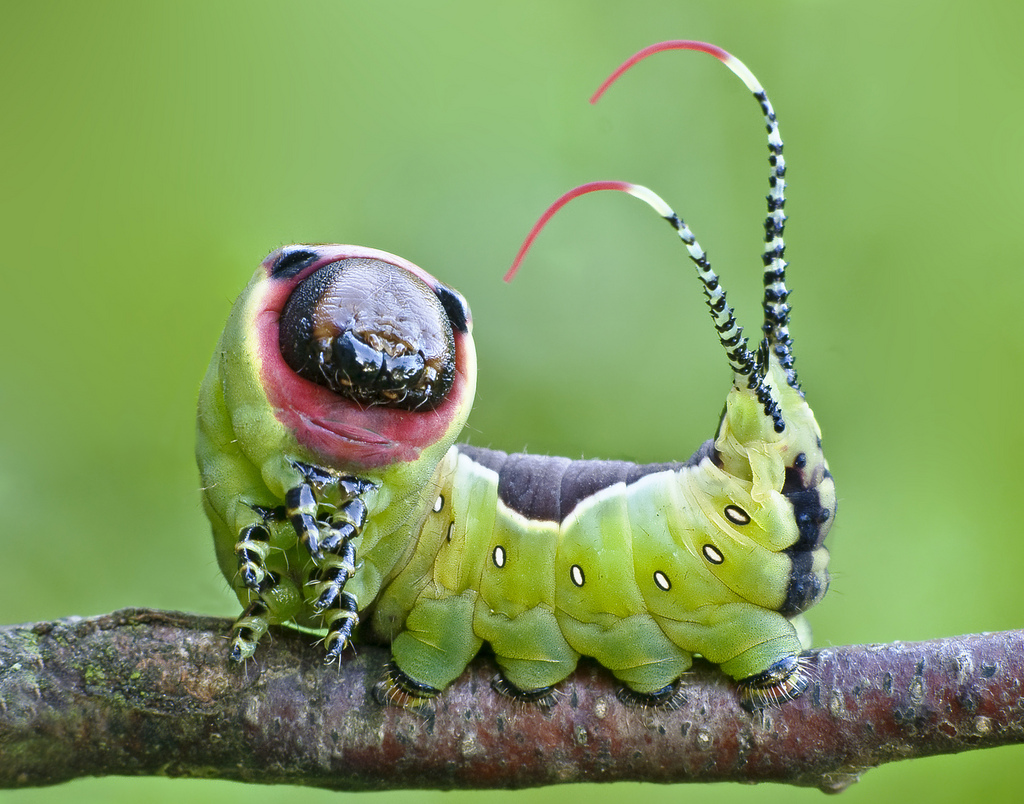
Гусінь Cerura vinula, Литва

Гусениця відносно велика, може виростати до 8 см завдовжки. Спочатку вони повністю чорні, з часом стають світло-зеленими з темним малюнком на спині, окресленим білими або жовтими полями. На кінці черевця має дві довгі трубочки з червоними висувними джгутиками, звідки й назва «вилохвіст». Молоді гусениці мають яскраво-червоне кільце на грудях навколо голови.
Лялечка червоно-брунатна, укладена у твердий кокон, прикріплений до рослини-господаря.

## Спосіб життя
Самки відкладають свої шоколадно-коричневі напівкулясті яйця шириною 1,5 міліметра на верхній половині листя своїх харчових рослин. Гусениця розвивається на вербах, тополях, осиці з липня до вересня. На осінь заляльковується в щільному коконі. Переживає зиму як лялечка.
Коли гусінь тривожать, вона приймає захисну позу, піднімаючи голову з червонуватою ділянкою та розмахуючи хвостовими джгутиками. Вона може бризнути на зловмисника мурашиною кислотою, якщо її попередження залишаться без уваги.
На гусеницях у Європі паразитує їздець Aleiodes.

## Ареал, економічне значення й охорона
Cerura vinula є палеарктичним видом, що живе по всій Європі, через помірну Азію до Китаю та Північної Африки. Мешкає в основному в дуже густих лісах.
В Україні трапляється нечасто. Натомість в Ірані вважається серйозним шкідником тополевих насаджень. У Росії включена до Червоних книг Астраханської та Тульської областей.

## Галерея
|                     |
| Яйця, що вилупились |

|               |
| Молода гусінь |

|                 |
| Підросла гусінь |

|                      |
| Гусінь третього віку |

|                    |
| Перед лялькуванням |

|              |
| Доросла міль |